# Eupsilia virescens
Eupsilia virescens is een nachtvlindersoort uit de familie van de uilen (Noctuidae). 
Eupsilia virescens is in 1985 voor het eerst wetenschappelijk beschreven door Yoshimoto.
De soort komt alleen voor op Taiwan.